# Paralamyctes cassisi
Paralamyctes cassisi är en mångfotingart som beskrevs av Edgecombe 200. Paralamyctes cassisi ingår i släktet Paralamyctes och familjen fåögonkrypare. Inga underarter finns listade i Catalogue of Life.